# ロベルト・グアーナ
ロベルト・グアーナ（Roberto Guana、1981年1月21日-）は、イタリア・ロンバルディア州ブレシア出身のサッカー選手。ポジションはミッドフィールダー。

## 経歴

### クラブ
地元ブレシア・カルチョのユース出身。1998-99シーズンにトップチーム（当時セリエB）デビューを果たすと、チーム昇格後の2000-01シーズンにはセリエAデビューを飾った。しかし2005年3月、チームの不振を非難するファンに脅迫・妨害を受けたことでダニエレ・アダーニとともにブレシアを退団。翌シーズン、そろって新昇格チームのアスコリへ加入した。
続く2006-07シーズンは、パレルモへ移籍してレギュラーポジションを得るも、3年目の2008年に就任したダヴィデ・バッラルディーニ監督の下では出場機会が減っていく。バッラルディーニは1年で退団したものの、グアーナも翌2009-10シーズンはボローニャFC、翌年はACキエーヴォ・ヴェローナにそれぞれレンタルで出された。
2011年7月、ACチェゼーナに完全移籍。チェゼーナのセリエB降格に伴い、翌2012年にはキエーヴォに完全移籍で復帰した。2014年9月1日、バルトシュ・サラモンらと共にセリエBのデルフィーノ・ペスカーラ1936に加入した。

### 代表
U-21イタリア代表の選出経験がある。

## 所属クラブ
- ブレシア・カルチョ 1998-2005

→ カリアリ・カルチョ (loan) 2003
- アスコリ・カルチョ1898 2005-2006
- USチッタ・ディ・パレルモ 2006-2011

→ ボローニャFC (loan) 2009-2010
→ ACキエーヴォ・ヴェローナ (loan) 2010-2011
- ACチェゼーナ 2011-2012
- ACキエーヴォ・ヴェローナ 2012-2014
- デルフィーノ・ペスカーラ1936 2014